# The Best of La Bouche
The Best of La Bouche è la seconda raccolta del gruppo musicale dance La Bouche. Pubblicata nel 2002, è stata trainata nelle classifiche dal singolo In Your Life. Questa era una traccia non realizzata dell'album di debutto della cantante del gruppo Melanie Thornton che è stata ritoccata dal produttore del gruppo Farian che ne ha così aggiunto la parte vocale del resto della band, un anno dopo la morte della cantante. Il disco contiene anche il video del grande successo degli anni novanta Sweet Dreams.

## Tracce
1. "Sweet Dreams"
2. "Be My Lover"
3. "In Your Life"
4. "Love How You Love Me"
5. "Makin' Oooh Oooh (Talking About Love)"
6. "Take Me 2 Heaven 2 Night"
7. "Falling In Love"
8. "Say You'll Be Mine"
9. "Bolingo"
10. "Unexpected Lovers"
11. "A Moment of love"
12. "Heartbeat"
13. "Shoo Bee Do Bee Do"
14. "Where Do You Go"
15. "Do You Still Need Me"
16. "Forget Me Nots"
17. "SOS"
18. "Whenever You Want"
19. "No Tears"
20. "You Won't Forget Me"
21. Video - "Sweet Dreams"